# Frida Vigdorova
Frida Abramovna Vigdorova (en russe : Фри́да Абра́мовна Ви́гдорова), née le 16 mars 1915 à Orcha et morte le 7 août 1965) à Moscou, est une journaliste et écrivaine soviétique,.

## Biographie
Frida naît dans la famille de professeurs Abram et Sofia Vigdorov. Diplômée du département littéraire d'une école pédagogique (1937), elle enseigne la littérature russe à l'école, puis se tourne vers le travail journalistique, collabore avec les journaux Pravda, Komsomolskaya Pravda et Literatournaïa gazeta. Dans les années 1940, elle publie principalement des articles sur les problèmes de l'école et de l'éducation des enfants (certains articles sont co-écrits avec Nora Gal). En 1948, elle est renvoyée de la Komsomolskaïa Pravda lors de la campagne contre le cosmopolitisme en URSS. En 1949, son premier livre est publié - la nouvelle Ma classe écrite à partir d'une expérience personnelle. Le livre a connu un grand succès : rien que la première année, il est édité trois fois et reçoit le prix des éditions Detguiz. Après la publication du livre, Frida Vigdorova est acceptée à l'unanimité dans l'Union des écrivains soviétiques.
Une page spéciale de la biographie de Vigdorova en tant que personnalité publique fut sa participation au procès de Joseph Brodsky, sur lequel elle attire l'attention de nombreuses personnalités culturelles célèbres. En février 1964, Vigdorova assista au procès de Brodski et réalisa un enregistrement des audiences du tribunal, qui fut largement diffusé dans le samizdat. En fait, avec cette retranscription intitulée Le Jugement, ainsi que certaines des premières œuvres d’Alexandre Soljenitsyne, commence l’histoire du samizdat socio-politique en URSS. Le Jugement est également publié à plusieurs reprises dans différents pays et provoque un vaste mouvement d'intellectuels occidentaux de gauche pour défendre Brodski. Grâce à l'intervention de Jean-Paul Sartre, Brodski fut libéré d'exil en septembre 1965. À cette époque, Vigdorova était morte depuis un mois - jusqu’à ses derniers jours (elle était en train de mourir d’un cancer du pancréas), elle s’intéresse constamment à l’évolution du cas de Brodsky et à son sort.
Frida Vigdorova est enterrée au cimetière de la Présentation.